# Ivar Lo-Johansson
Ivar Lo-Johansson (23. února 1901, Ösmo - 11. dubna 1990, Stockholm) byl švédský spisovatel, autor realistické socialisticky orientované literatury. Všech jeho více než padesát románů i celé povídkové dílo popisuje hrdiny z dělnického a zemědělského prostředí, jeho velkým tématem je též střet individualismu a kolektivismu. Popsal rovněž detailně odborářské prostředí ve Švédsku před druhou světovou válkou. V roce 1979 obdržel Literární cenu Severské rady.